# Почесний громадянин Анадиря
Почесний громадянин міста Анадир — вища почесне звання міського округу Анадир — столиці Чукотського автономного округу. Звання засновано ще в радянський час, однак офіційно затверджено лише 6 жовтня 2011 року — Рішенням Ради депутатів міського округу Анадир Чукотського автономного округу № 233 «Про затвердження Положення про звання „Почесний громадянин міста Анадир“».
Звання «Почесний громадянин міста Анадир» можуть бути удостоєні громадяни, які зробили великий внесок у розвиток столиці Чукотки і мають особливо видатні заслуги перед жителями Анадиря і національного села Тавайваам.
Проект нагрудного знака до звання був розроблений Союзом Геральдистів Росії при Президентові РФ.
Крім нагрудного знака, почесним громадянам окружного центру вручаються пам'ятні дипломи, посвідчення та грошова премія в розмірі 10 мінімальних розмірів оплати праці.
Вшанування і нагородження почесних громадян Анадиря проводиться щорічно в День міста Анадиря, який відзначається в першу суботу серпня.

## Почесні громадяни міста Анадир
1. Виноградов Павло Володимирович — льотчик-космонавт, Герой Російської Федерації. Звання присвоєно 26 грудня 2006 року.
2. Назаренко Василь Миколайович — Голова Думи Чукотського автономного округу, Звання присвоєно 25 травня 2004 року.
3. Севастьянов Віталій Іванович — льотчик-космонавт, двічі Герой Радянського Союзу.
4. Хван Віктор Олексійович — голова адміністрації міста Анадиря (з 1997 по 2003 рік), Звання присвоєно у 2003 році.
5. Щегольков Андрій Геннадійович — голова адміністрації міста Анадиря (з 2003 по 2006 рік), глава міського округу Анадир з 2006 року.